# مطار زندر
مطار زندر (بالإنجليزية: Zinder Airport)‏ (إياتا: ZND، إيكاو: DRZR) يخدم زيندر، النيجر. 

## شركات الطيران والوجهات
| شركـات طيـران      | الوجهات |
| ------------------ | ------- |
| خطوط النيجر الجوية | نيامي   |

## روابط خارجية
- Airport information for DRZR at World Aero Data. Data current as of October 2006.